# El Estudiante (Morelos)
El Estudiante es una localidad del estado mexicano de Morelos. Es parte del municipio de Puente de Ixtla.

## Demografía
| Gráfica de evolución demográfica |
|                                  |

| Censo | Población |
| ----- | --------- |
| 1900  | 161       |
| 1910  | 113       |
| 1921  | 72        |
| 1930  | 87        |
| 1940  | 117       |
| 1950  | 183       |
| 1960  | 196       |
| 1970  | 366       |
| 1980  | 623       |
| 1990  | 870       |
| 2000  | 1396      |
| 2010  | 1553      |
| 2020  | 1779      |